# Luisa Ortega Díaz
Luisa Marvelia Ortega Díaz (Valle de la Pascua, 11 gennaio 1958) è un'avvocatessa venezuelana, procuratrice generale del Venezuela dal 2007 al 2017.

## Biografia
Nata a Valle de la Pascua, nello stato di Guárico, si è laureata in legge presso l'Università di Carabobo.
Nel 2002 inizia a lavorare per il pubblico ministero e il 13 dicembre 2007 l'Assemblea nazionale la nomina procuratrice generale del Venezuela. Nel 2014 riceve un secondo mandato.
Nel marzo 2017 denuncia una crisi democratica dovuta alla presa di potere del tribunale supremo di giustizia, che ha esautorato l'Assemblea nazionale con una propria sentenza. Inoltre ha accusato direttamente Nicolás Maduro e alcuni ministri venezuelani presso la Corte penale internazionale per aver assassinato, torturato e sottoposto al giudizio di tribunali militari circa ottomila persone, negli anni 2015, 2016 e 2017.
Le sue affermazioni furono considerate alto tradimento e perciò la neonata Assemblea costituente l'ha rimossa dal suo incarico il 5 agosto 2017.
Il 16 agosto il suo successore, Tarek William Saab, l'ha accusata di aver operato alcune estorsioni con il marito, ordinando il loro arresto. "Temendo per la loro vita" sono fuggiti prima ad Aruba e poi in Colombia, tuttavia Maduro ha tentato di ottenere un mandato d'arresto internazionale.